# 전라남도 옥과미술관
옥과미술관은 전라남도 곡성군 옥과면 소재의 미술관이다.

## 연혁
- 1996년 9월 13일 개관

## 관람 안내
관람 시간
- 하절기(3~10월): 09:00 ~ 18:00
- 동절기(11~2월): 09:00 ~ 17:00

휴관일
- 1월 1일
- 매주 월요일